# Unione Sportiva Nola 1946-1947
Questa voce raccoglie le informazioni riguardanti l'Unione Sportiva Nola nelle competizioni ufficiali della stagione 1946-1947.

## Stagione
Dopo aver vinto, nella stagione precedente, il girone B di prima divisione davanti alla Sangiuseppese, aver vinto anche il girone di semifinale davanti alla Turris ed essere arrivato secondo, dietro l'Internaples, nel girone A della fase regionale, il Nola fu ripescato in Serie C. Collocata nel girone A della Lega Sud, il Nola concluse il campionato con un brillante sesto posto finale (su quattordici partecipanti), lontana sia dalle zone alte che dalle squadre in lotta per la retrocessione. Nel corso della stagione l'allenatore Valerio Gravisi fu sostituito da Aldo Querci.
In Coppa L.I.S. la squadra vinse il proprio girone che comprendeva Stabia, Frattese e Bagnolese, raggiungendo le semifinali, dove fu eliminato nel doppio confronto dal Gragnano, futuro vincitore della competizione.
A fine campionato, però, le difficoltà economiche costrinsero la società a rinunciare alla categoria.
Da sottolineare il fatto che la formazione riserve disputò il girone B di prima divisione, finendo penultima su nove squadre.

## Divise
Oltre alla tradizionale maglia bianconera, il Nola adottò una divisa di trasferta composta da pantaloncino bianco e maglia gialla.
Lo sponsor erano i fratelli Quirino.

## Organigramma societario
- Presidente: avv. Francesco Franzese
- Segretario: Pasquale Mazzeo
- Direttore Sportivo: Nicola Franzese
- Allenatore: Valerio Gravisi, poi Aldo Querci
- Tesoriere: prof. Francesco De Risi

## Rosa
| N. |                   | Ruolo | Calciatore             |
| -- | ----------------- | ----- | ---------------------- |
|    | Italia (bandiera) | A     | Ignazio Avella         |
|    | Italia (bandiera) | C     | Luiigi Bertoli         |
|    | Italia (bandiera) | D     | Aniello Bottiglieri    |
|    | Italia (bandiera) | P     | Antonio Caporaso       |
|    | Italia (bandiera) | D     | Francesco Paolo Caruso |
|    | Italia (bandiera) | D     | Raffaele Castaldo      |
|    | Italia (bandiera) | A     | Alfonso De Lucia       |
|    | Italia (bandiera) | A     | Gaetano Ferrara        |
|    | Italia (bandiera) | A     | Mario Forino           |
|    | Italia (bandiera) | A     | Vittorio Grauso        |
|    | Italia (bandiera) | D     | Aniello Magliulo       |
|    | Italia (bandiera) | C     | Gaetano Marrese        |
|    | Italia (bandiera) | P     | Gabriele Mazzeo        |
|    | Italia (bandiera) | C     | Michele Nappi          |

| N. |                   | Ruolo | Calciatore          |
| -- | ----------------- | ----- | ------------------- |
|    | Italia (bandiera) | D     | Elio Palma          |
|    | Italia (bandiera) | C     | Renato Palma        |
|    | Italia (bandiera) | D     | Giovanni Peluso     |
|    | Italia (bandiera) | A     | Gaetano Pinto       |
|    | Italia (bandiera) | P     | Pasquale Provitera  |
|    | Italia (bandiera) | C     | Aldo Querci         |
|    | Italia (bandiera) | A     | Giuseppe Rattà      |
|    | Italia (bandiera) | P     | Amedeo Romano       |
|    | Italia (bandiera) | D     | Santaniello         |
|    | Italia (bandiera) | C     | Clemente Saravo     |
|    | Italia (bandiera) | C     | Milziade Severgnini |
|    | Italia (bandiera) | C     | Gaetano Sosti       |
|    | Italia (bandiera) | C     | Vincenzo Sampanato  |

## Risultati

### Serie C
| Arbitro: | Capparucci (Benevento) |

|                |           |                        |
| Pinto 29’, 71’ | Marcatori | 44’ Besutti ?’ Madonia |

| Arbitro: | Lo Cascio (Palermo) |

|                                                                                 |           |                        |
| Cislaghi 29’ Palombella 30’ (rig.) Di Clememente 50’ Mirra 60’ Baldasssarre 85’ | Marcatori | 35’ Avella 40’ Ferrara |

| Arbitro: | De Fano (Bari) |

|            |           |                             |
| Forino 44’ | Marcatori | 20’ (rig.) Cucco 60’ Puzone |

| Arbitro: | Santesi (Taranto) |

|                    |           |             |
| Marchionni 6’, 75’ | Marcatori | 83’ Ferrara |

| Arbitro: | Rizzo (Lecce) |

|                          |           |             |
| Pinto 5’, 44’ /Sosti 35’ | Marcatori | 40’ Rampini |

| Arbitro: | Leone (Palermo) |

|           |           |                                                   |
| Pinto 21’ | Marcatori | 10’ Chiesa 38’ (rig.) Carubbi 77’ (aut.) Magliulo |

| Arbitro: | De Crescenzo (Napoli) |

|                         |           |                |
| Dalia 8’ Striccelli 37’ | Marcatori | 12’, 88’ Sosti |

| Arbitro: | La Gioia (Molfetta) |

|                        |           |  |
| Lamanna 15’ Masera 33’ | Marcatori |  |

| Arbitro: | Irlando (Torre Annunziata) |

|                                |           |  |
| Forino 27’, 61’ Sosti 49’, 77’ | Marcatori |  |

| Arbitro: | Nunnari (Reggio Calabria) |

|                    |           |                |
| Porpora 40’ (rig.) | Marcatori | 4’, 54’ Forino |

| Arbitro: | Toscano (Cosenza) |

|                                          |           |             |
| Forino 4’ Sosti 26’ Costabile 79’ (aut.) | Marcatori | 52’ Voiello |

| Arbitro: | Cugliandro (Reggio Calabria) |

|  |           |           |
|  | Marcatori | 5’ Querci |

| Arbitro: | Coppolone (Bari) |

|                       |           |  |
| Forino 42’ Querci 87’ | Marcatori |  |

| Arbitro: | Cilento (Soverato) |

|                                    |           |                                                |
| Francese 6’ Rosati 32’ Madonna 48’ | Marcatori | 24’ (aut.) Ambrosio 49’ Ciscognetti 51’ Forino |

| Arbitro: | Moscagliuli (Lecce) |

|                       |           |              |
| Avella 29’ Forino 14’ | Marcatori | 15’ D'Agnino |

| Arbitro: | Marchese (Frattamaggiore) |

|              |           |  |
| Soderini 74’ | Marcatori |  |

| Arbitro: | Corallo (Lecce) |

|           |           |                            |
| Sosti 62’ | Marcatori | 22’ Marchionni 63’ D'Avino |

| Arbitro: | De Ritis (Taranto) |

|                        |           |  |
| Raiola 30’ (rig.), 88’ | Marcatori |  |

| Arbitro: | Casini (Palermo) |

|                      |           |  |
| Chiesa 32’, 82’, 89’ | Marcatori |  |

| Arbitro: | Occhinegro (Taranto) |

|                          |           |                 |
| Ferrara 56’ Pinto 90'+5’ | Marcatori | 90'+1’ Picciano |

| Arbitro: | Leone (Palermo) |

|                   |           |  |
| Forino 41’ (rig.) | Marcatori |  |

| 8 maggio 1947 22ª giornata | Pola | 0 – 2 | Nola |  |

| Nola 15 maggio 1947 23ª giornata | Nola | 4 – 0 | Frattese |  |

| 22 maggio 1947 24ª giornata | Rico Colombari | 0 – 2 | Nola |  |

| Arbitro: | Gentile (Catanzaro) |

|                                                            |           |                    |
| Sosti 8’ Forino 23’ (rig.), ?’ (rig.) Pinto 40’ Avella 51’ | Marcatori | ?’ (rig.) Esposito |

| Arbitro: | Sempugnano (Catania) |

|              |           |  |
| Esposito 43’ | Marcatori |  |

### Coppa LIS

#### Fase a gironi
| Arbitro: | Panza (Taranto) |

|                                  |           |             |
| Avella 22’ Pinto 51’ Ferrara 68’ | Marcatori | 42’ Celardi |

| Arbitro: | Gentile (Catanzaro) |

|                                       |           |                |
| Nocerino 44’, 83’ (rig.) Matteoni 75’ | Marcatori | 24’, 76’ Pinto |

| Arbitro: | La Gioia (Molfetta) |

|                                             |           |                                                   |
| Querci 40’ Ferrara 41’, 65’ Avella 45’, 61’ | Marcatori | 43’ (rig.), 72’, 85’ (rig.) Esposito 73’ Imparato |

| Arbitro: | Gorlei (Napoli) |

|  |           |                    |
|  | Marcatori | 30’ (aut.) Cascone |

| Arbitro: | Scotti (Taranto) |

|                                      |           |                           |
| Avella 3’ Forino 41’, 82’ Querci 56’ | Marcatori | 29’ Nocerino 66’ Iannucci |

| Arbitro: | Mosca (Napoli) |

|                                                                  |           |              |
| Imparato 8’, 12’, 75’ Esposito 20’ Colandrella 50’ Izzo 58’, 60’ | Marcatori | 20’ De Lucia |

#### Fase a eliminazione diretta
| Arbitro: | Marchese (Frattamaggiore) |

|                                      |           |               |
| Ferrara 30’ Sosti 74’ Spampanato 85’ | Marcatori | 42’ Passeggio |

| Arbitro: | Gorlei (Napoli) |

|                                           |           |  |
| Tattini 18’, 27’ Macelloni 70’ Masera 88’ | Marcatori |  |

## Statistiche

### Statistiche di squadra
| Competizione | Punti | In casa | In casa | In casa | In casa | In casa | In casa | In trasferta | In trasferta | In trasferta | In trasferta | In trasferta | In trasferta | Totale | Totale | Totale | Totale | Totale | Totale | DR  |
| Competizione | Punti | G       | V       | N       | P       | Gf      | Gs      | G            | V            | N            | P            | Gf           | Gs           | G      | V      | N      | P      | Gf     | Gs     | DR  |
| ------------ | ----- | ------- | ------- | ------- | ------- | ------- | ------- | ------------ | ------------ | ------------ | ------------ | ------------ | ------------ | ------ | ------ | ------ | ------ | ------ | ------ | --- |
| Serie C      | 26    | 13      | 9       | 1       | 3       | 31      | 14      | 13           | 5            | 1            | 7            | 14           | 21           | 26     | 14     | 2      | 10     | 45     | 35     | +10 |
| Coppa LIS    | -     | 4       | 4       | 0       | 0       | 15      | 8       | 4            | 1            | 0            | 3            | 4            | 14           | 8      | 5      | 0      | 3      | 19     | 22     | -3  |
| Totale       | -     | 17      | 13      | 1       | 3       | 46      | 22      | 17           | 6            | 1            | 10           | 18           | 35           | 34     | 19     | 2      | 13     | 64     | 57     | +7  |

### Statistiche dei giocatori
| Giocatore              | Serie C  | Serie C | Serie C     | Serie C    | Coppa LIS | Coppa LIS | Coppa LIS   | Coppa LIS  | Totale   | Totale | Totale      | Totale     |
| Giocatore              | Presenze | Reti    | Ammonizioni | Espulsioni | Presenze  | Reti      | Ammonizioni | Espulsioni | Presenze | Reti   | Ammonizioni | Espulsioni |
| ---------------------- | -------- | ------- | ----------- | ---------- | --------- | --------- | ----------- | ---------- | -------- | ------ | ----------- | ---------- |
| Ignazio Avella         | 22       | 3       | ?           | ?          | 7         | 5         | ?           | ?          | 29       | 8      | ?           | ?          |
| Luiigi Bertoli         | 5        | 6       | ?           | ?          | 4         | 0         | ?           | ?          | 9        | 6      | ?           | ?          |
| Aniello Bottiglieri    | 0        | 0       | ?           | ?          | 1         | 0         | ?           | ?          | 1        | 0      | ?           | ?          |
| Antonio Caporaso       | 0        | 0       | ?           | ?          | 2         | -8        | ?           | ?          | 2        | -8     | ?           | ?          |
| Francesco Paolo Caruso | 0        | 0       | ?           | ?          | 4         | 0         | ?           | ?          | 4        | 0      | ?           | ?          |
| Raffaele Castaldo      | 4        | 0       | ?           | ?          | 4         | 0         | ?           | ?          | 8        | 0      | ?           | ?          |
| Alfonso De Lucia       | 0        | 0       | ?           | ?          | 2         | 1         | ?           | ?          | 2        | 1      | ?           | ?          |
| Gaetano Ferrara        | 24       | 3       | ?           | ?          | 6         | 4         | ?           | ?          | 30       | 7      | ?           | ?          |
| Mario Forino           | 18       | 14      | ?           | ?          | 3         | 2         | ?           | ?          | 21       | 16     | ?           | ?          |
| Vittorio Grauso        | 0        | 0       | ?           | ?          | 2         | 0         | ?           | ?          | 2        | 0      | ?           | ?          |
| Aniello Magliulo       | 15       | 0       | ?           | ?          | 3         | 0         | ?           | ?          | 18       | 0      | ?           | ?          |
| Gaetano Marrese        | 24       | 0       | ?           | ?          | 7         | 0         | ?           | ?          | 31       | 0      | ?           | ?          |
| Gabriele Mazzeo        | 1        | -5      | ?           | ?          | 0         | 0         | ?           | ?          | 1        | -5     | ?           | ?          |
| Michele Nappi          | 1        | 0       | ?           | ?          | 1         | 0         | ?           | ?          | 2        | 0      | ?           | ?          |
| Elio Palma             | 22       | 0       | ?           | ?          | 5         | 0         | ?           | ?          | 27       | 0      | ?           | ?          |
| Renato Palma           | 1        | 0       | ?           | ?          | 2         | 1         | ?           | ?          | 3        | 1      | ?           | ?          |
| Giovanni Peluso        | 20       | 0       | ?           | 1+         | 7         | 0         | ?           | ?          | 27       | 0      | ?           | 1+         |
| Gaetano Pinto          | 20       | 7       | ?           | ?          | 7         | 4         | ?           | ?          | 27       | 11     | ?           | ?          |
| Pasquale Provitera     | 4        | -8      | ?           | ?          | 1         | -4        | ?           | ?          | 5        | -12    | ?           | ?          |
| Aldo Querci            | 20       | 2       | ?           | 1+         | 5         | 2         | ?           | ?          | 25       | 4      | ?           | 1+         |
| Giuseppe Rattà         | 0        | 0       | ?           | ?          | 2         | 0         | ?           | ?          | 2        | 0      | ?           | ?          |
| Amedeo Romano          | 21       | -19     | ?           | ?          | 7         | -13       | ?           | ?          | 28       | -32    | ?           | ?          |
| Santaniello            | 0        | 0       | ?           | ?          | 2         | 0         | ?           | ?          | 2        | 0      | ?           | ?          |
| Clemente Saravo        | 0        | 0       | ?           | ?          | 2         | 0         | ?           | ?          | 2        | 0      | ?           | ?          |
| Milziade Severgnini    | 23       | 0       | ?           | ?          | 6         | 0         | ?           | ?          | 29       | 0      | ?           | ?          |
| Gaetano Sosti          | 24       | 8       | ?           | ?          | 7         | 1         | ?           | ?          | 31       | 9      | ?           | ?          |
| Vincenzo Sampanato     | 1        | 0       | ?           | ?          | 4         | 1         | ?           | ?          | 5        | 1      | ?           | ?          |